# Кутеней (река)
Ку́теней (англ. Kootenay River) — крупная река на юго-востоке канадской провинции Британская Колумбия и на севере американских штатов Монтана и Айдахо. Это один из важнейших притоков реки Колумбия, несущей свои воды в Тихий океан. Длина Кутенея составляет 780 км. Площадь водосбора — 50 298 км². Кутеней берёт начало в районе горного хребта Биверфут в Канадских Скалистых горах и протекает через восток Британской Колумбии, северо-запад штата Монтана и крайний север штата Айдахо, после чего вновь возвращается на территорию Канады и впадает в реку Колумбия в городе Каслгар. Питание его верховий происходит за счёт воды высокогорных ледников. На большей части своего течения река протекает через малонаселённую гористую местность.
До прихода европейцев бассейн Кутенея населял народ ктунаха, живущий главным образом за счёт рыбалки и охоты. Первым европейцем, увидевшим реку, был, вероятно, канадский путешественник Дэвид Томпсон; именно он основал в регионе первые фактории. После того, как в бассейне было найдено золото, а позже также серебро и другие полезные ископаемые, сюда стали стекаться тысячи людей. В связи с притоком старателей строятся первые поселения, налаживается инфраструктура, в том числе развивается пароходное сообщение на реке и строится железная дорога. В начале XX столетия вблизи устья реки Кутеней обосновалась община русской конфессиональной группы духоборов, которые переселились сюда с территории провинции Саскачеван из-за притеснений со стороны канадского правительства. С развитием в регионе промышленности ведущее место быстро начинает занимать лесная отрасль, составлявшая основу экономики этой области на протяжении всего XX века, а во многих районах играющая важную роль и сегодня.
В XX веке на реке Кутеней и её притоках было построено множество плотин, созданных главным образом для производства электроэнергии и регулирования стока.

## Течение

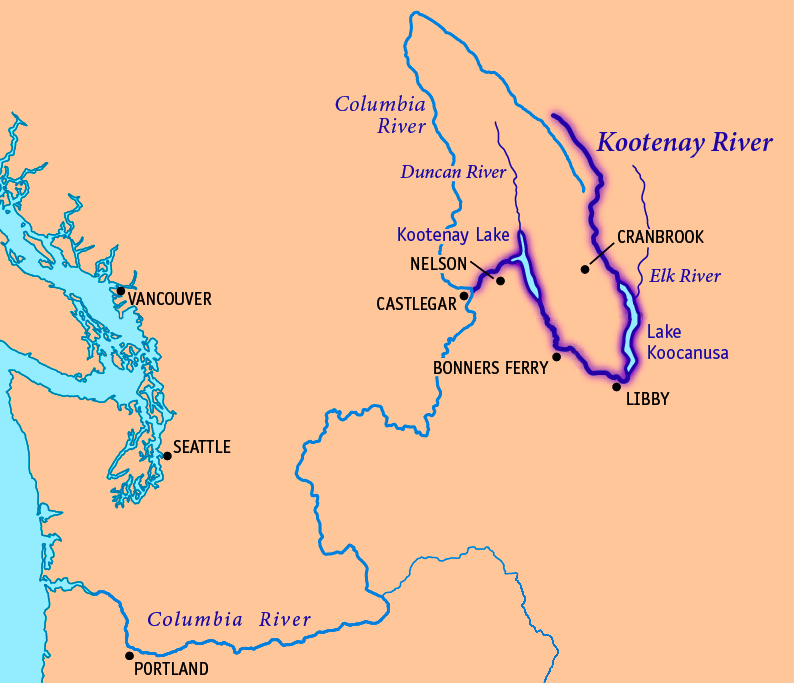
Схема течения реки Кутеней

Река Кутеней берёт начало на северо-восточных склонах горного хребта Биверфут, на юго-востоке канадской провинции Британская Колумбия и течёт изначально в юго-восточном направлении через территорию национального парка Кутеней. Высота истока — 2261 м над уровнем моря. Первые несколько километров небольшой ручеёк пробирается через череду болот и озёр, и лишь затем, после слияния с рекой Вермеллион у населённого пункта Кутеней-Кроссинг, он становится значительно крупнее. Далее река продолжает течь на юго-восток, однако, после впадения реки Уайт направление течения меняется на южное.
Недалеко от городка Канал-Флатс река Кутеней протекает всего в 2 км от озера Колумбия, из которого вытекает река Колумбия. Близ станции Скукумчук Канадской тихоокеанской железной дороги река принимает приток Луссиэр, а близ городка Форт-Стил — притоки Сент-Мери и Уайлд-Хорс. Ниже она принимает приток Булл-Ривер в одноимённом посёлке. В городке Уорднер река значительно расширяется, что обусловлено наличием в 130 км ниже по течению (уже на территории США) плотины Либби и образованием здесь обширного водохранилища Кукануса. В северной части водохранилища принимает крупный приток Элк. Ниже плотины река огибает южную оконечность хребта Пёрсел, где принимает приток Фишер. Далее, протекая через городок Либби, река поворачивает на запад, а ещё немногим ниже, у города Трой, меняет своё направление на северо-западное, падая в виде водопадов в глубокое ущелье. Кутеней принимает притоки Як и Мойи прежде чем пересечь границу между штатами Монтана и Айдахо. На территории Айдахо река приобретает равнинный характер, входя в долину Кутеней и поворачивая на север близ города Боннерс-Ферри.
Кутеней вновь пересекает границу с Канадой южнее городка Крестон, Британская Колумбия. Ниже река протекает через озеро Кутеней, длина которого составляет около 100 км. Здесь Кутеней принимает свой крупнейший приток — реку Дункан. Ниже плотины Корра-Линн Кутеней течёт в юго-западном направлении, образуя здесь несколько водопадов. На участке длиной всего в 22 км построены 4 гидрокинетические электростанции. У деревни Брилиант река образует небольшую внутреннюю дельту, а у города Каслгар впадает в реку Колумбия. Высота устья — 420 м над уровнем моря.

## Бассейн

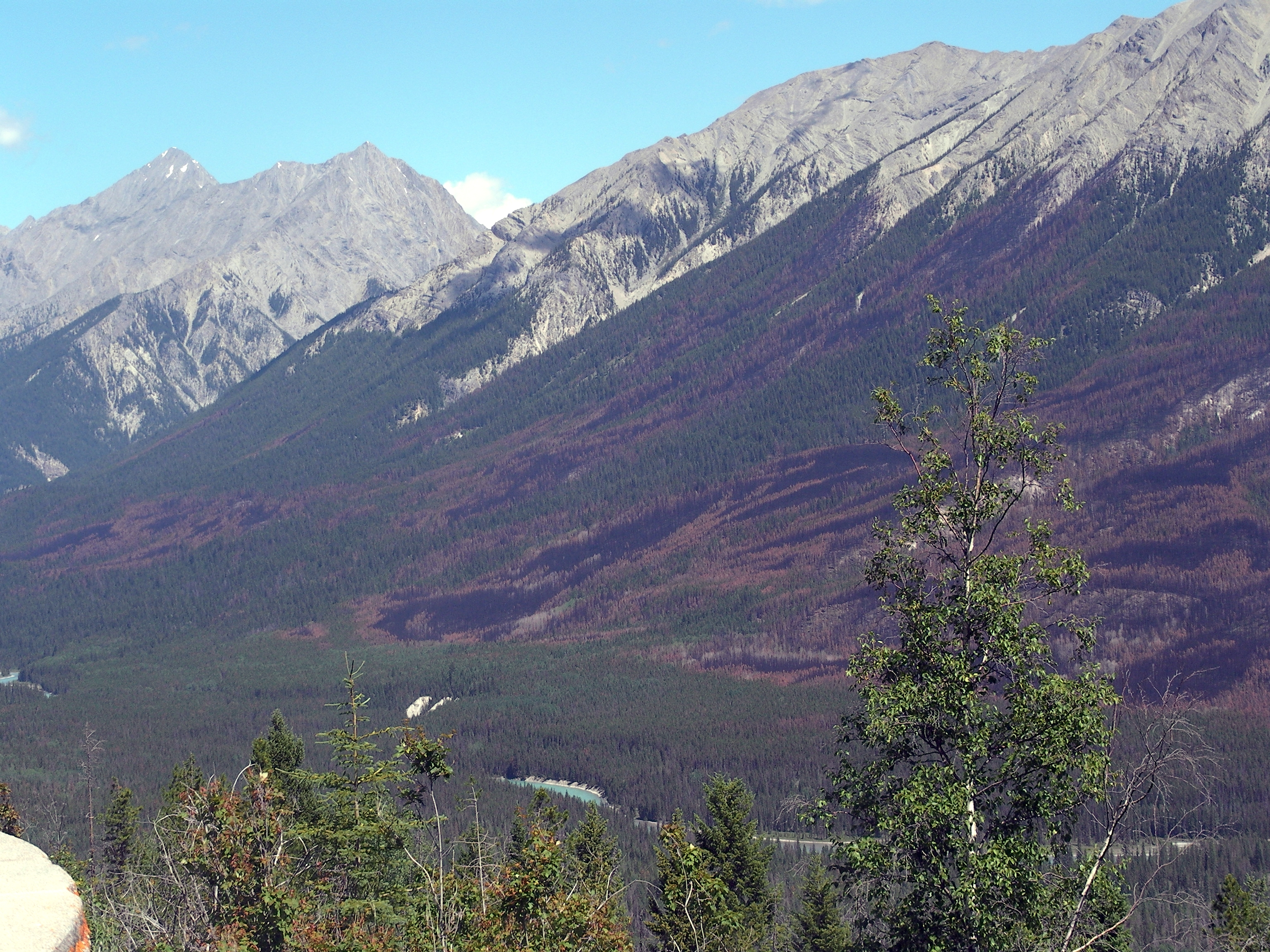
Национальный парк Кутеней, Британская Колумбия

Площадь бассейна реки Кутеней составляет 50 298 км², что делает его одним из крупнейших бассейнов на территории водосбора реки Колумбия. Бассейн реки Кутеней простирается почти на 400 км с севера на юг и на 250 км с запада на восток, примерно определяя границы региона Тихоокеанского северо-запада США, известного как Кутенейс. На территории Канады находится 70 % бассейна реки, тогда как на американские штаты Монтана и Айдахо приходится 23 и 6 % соответственно. Кутеней — одна из немногих рек Северной Америки, которая берёт начало в одной стране, пересекает границу с другой страной и вновь возвращается в первую. К подобного рода рекам относятся также Милк (приток Миссури), Кетл (приток Колумбии) и Сурис (приток реки Ассинибойн). Кутеней — третий по величине приток Колумбии по площади бассейна, а также по расходу воды. Средний расход воды реки — 782 м³/с.
Бассейн реки Кутеней представлен главным образом скалистыми возвышенностями и крутыми горами; равнины занимают лишь очень незначительную часть территории. Большая часть относительно равнинных земель расположена в узкой долине Кутеней на участке от городка Боннерс-Ферри до озера Кутеней, а также на участке от деревни Канал-Флатс до водохранилища Кукануса. Горные хребты на территории бассейна простираются главным образом с северо-запада на юго-восток, что чётко определяет границы водосборов притоков реки Кутеней, однако сама река прорезает горы в месте своего перегиба в наиболее южной части течения. Крупнейший приток реки Кутеней — Дункан, длина которой достигает 206 км. Другие значительные притоки включают: Вермилион, Кросс, Паллисер, Уайт, Уайлд-Хорс, Сент-Мери, Элк, Фишер, Як, Мойи, Гоат и Слокан.
На юге и юго-востоке бассейн реки Кутеней граничит с бассейном реки Флатхед, притоком системы рек Кларк-Форк — Панд-Орей, с бассейном которой в свою очередь Кутеней граничит на юго-западе. На севере бассейн граничит с водосборами верхней части реки Колумбия и её притока, реки Кикинг-Хорс. На востоке граница бассейна проходит по континентальному водоразделу, здесь бассейн граничит с бассейнами рек Боу и Олдмен, которые являются составляющими реки Саут-Саскачеван, воды которой в конечном итоге попадают в Гудзонов залив.

## История

### Коренное население

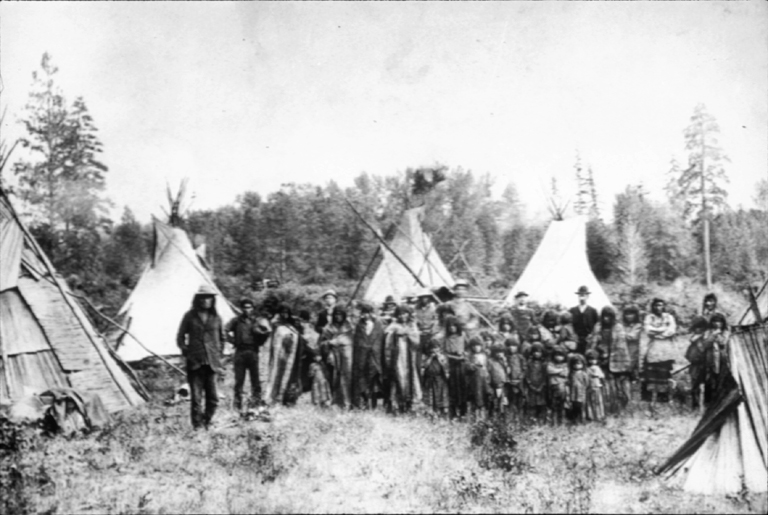
Традиционные типи народа ктунаха (ок. 1900 года)

Коренным населением долины реки Кутеней является народ ктунаха, известный также как «кутенай». Местные мифы о сотворении мира утверждают, что этот народ жил в данной местности всегда, однако, большинство учёных полагают, что предки ктунаха пришли в долину Кутеней с Великих равнин, откуда были вытеснены черноногими в XVI веке. Язык ктунаха считается изолированным, хотя имеется гипотеза его родства с салишскими языками, ранее широко распространёнными в районе озера Панд-Орей. Ктунаха были полукочевым народом, населявшим обширный район от истока реки Кутеней до озера Кутеней. Зимой они жили оседло, а в тёплую половину года — кочевали по своим территориям, занимаясь охотой, рыбалкой и сбором ягод. Известно, что северные ктунаха занимались охотой на бизонов, тогда как южные жили преимущественно за счёт рыбной ловли. Ктухана были первым народом к западу от Скалистых гор, ловившим и использовавшим для собственных нужд одичавших лошадей, привезённых европейцами.

### Исследование реки

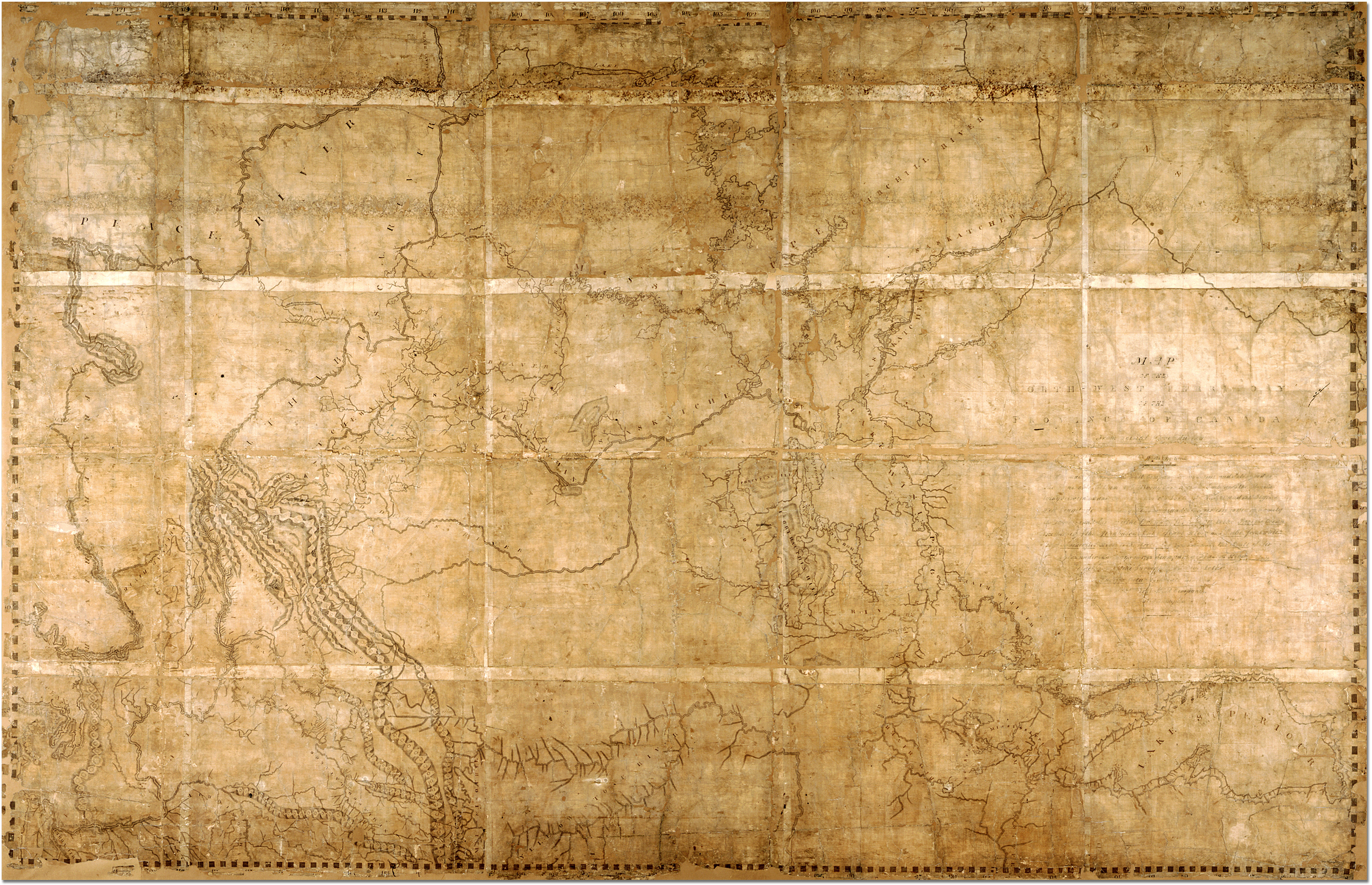
Карта северо-запада США и юго-запада Канады, выполненная Дэвидом Томпсоном (1814 год)

В 1806 году исследователь Дэвид Томпсон осуществил экспедицию, выдвинувшись из Саскачевана в поисках истока реки Колумбия. Он пересёк Канадские Скалистые горы через перевал Хоус, и, в конечном счёте, достиг берегов реки Кутеней, которая, как он полагал, была рекой Колумбия. Томпсон начал спускаться вниз по реке, однако вскоре, после нападения на него, совершённого местным населением, вынужден был повернуть назад. На следующий год Томпсон, его семья, а также ещё несколько человек осуществили вторую попытку исследования верховьев Колумбии. Они пересекли Скалистые горы гораздо севернее, чем в первый раз, а затем начали спускаться вниз по реке Блэберри вплоть до её впадения в реку Колумбия, обнаружив в итоге озеро Колумбия, где основали факторию Кутени-Хаус. Весной 1808 года экспедиция продолжила свой путь, начав спускаться вниз по реке Кутеней, достигнув территории современных штатов Монтаны и Айдахо, где были основаны ещё 2 фактории — на озере Панд-Орей и на реке Кларк-Форк. После зимовки в Монтане Томпсон пытался достичь реки Колумбия, спускаясь вниз по реке Панд-Орей, однако потерпел неудачу и был вынужден повернуть на север, вернувшись, в конечном счёте, в свою факторию Кутени-Хаус.
В последующие годы Томпсон занимался в бассейне реки Кутеней торговлей пушниной для Северо-Западной компании. На протяжении нескольких лет он даже обладал полной монополией на торговлю пушниной в регионе к западу от Скалистых гор, на территории Канады. Данный период интересен тем, что Томпсон ввёл на своей территории полный запрет на алкогольные напитки. В 1858 году Джон Паллисер пересёк Скалистые горы и спустился вниз до озера Колумбия (в честь путешественника была названа река Паллисер, приток реки Кутеней). Обратный путь экспедиции по изначально выбранному маршруту был затруднён, в итоге Паллисер возвращался, поднимаясь по реке Элк, а далее через перевал Норт-Кутеней, недалеко озёр Нижний Кананаскис и Верхний Кананаскис. В 1859 году Паллисер осуществил ещё несколько экспедиций, однако лишь некоторые из них проходили к западу от Скалистых гор, тогда как большинство ограничивались землями к востоку от континентального водораздела. Эти, а также более ранние экспедиции Паллисера обеспечили последующих путешественников огромным объёмом информации об обширной области, простирающейся по обе стороны Скалистых гор.
В сентябре 1859 года Паллисер путешествовал по долине реки Кутеней с целью найти наиболее подходящий путь для дальнейшей торговли с регионом, а в перспективе — путь для прокладки здесь железной дороги. В отличие от Томпсона, который пересекал Скалистые горы на севере, Паллисер вышел из фактории Форт-Колвилл, расположенной недалеко от водопадов Кетл на реке Колумбия. После этого он перешёл на реку Панд-Орей, а уже затем в долину реки Кутеней, которую в своих записях он называл «Кутани» либо «Флат-Боу». Озеро Кутеней Паллисер также называл «Флат-Боу». Представители народа Ктунаха сообщили путешественнику, что путь вдоль реки Кутеней уже существует, однако находится в очень плохом состоянии, так как не использовался на протяжении многих лет, и совершенно не подходит для передвижения на лошадях. Экспедиция Паллисера вновь проложила путь на протяжении многих миль, после чего, в середине октября того же года, вернулась к озеру Кутеней. Результаты работы экспедиции значительно улучшили транспортное сообщение с регионом; позже по данному маршруту прошла Канадская тихоокеанская железная дорога.

### Золотая и серебряная лихорадка

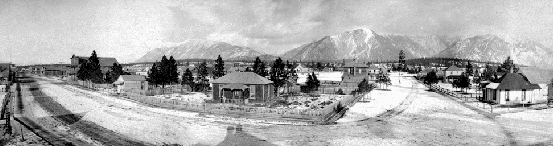
Горняцкий посёлок Форт-Стил (1910 год)

В 1863 году в месте впадения в Кутеней притока Уайлд-Хорс было найдено золото, что повлекло за собой золотую лихорадку. По разным оценкам в регион съехались от 3 до 10 тысяч человек. В результате данных событий был основан городок Фишервилл, однако позже город был фактически перенесён на другое место, так как непосредственно под ним было обнаружено одно из наиболее богатых месторождений жёлтого металла. Основанный на новом месте город официально был назван Кутеней, однако среди старателей по-прежнему остался широко известен как Фишервилл, а иногда также и как Уайлд-Хорс. Через реку Кутеней была основана переправа, чтобы облегчить попадание старателей и скупщиков золота. Пик лихорадки пришёлся на 1864 год; один из старателей пишет, что в июне ежедневно прибывало около 200 новых золотоискателей. К 1865 году золотая лихорадка пошла на спад, новые золотоносные месторождения были далеко не такими богатыми, как ожидалось ранее. В результате, когда в газетах появились первые сообщения о золоте, найденном в районе Биг-Бенд Британской Колумбии, большая часть старателей в массовом порядке поспешно переехала туда.
Фишервилл просуществовал ещё несколько лет как поселение с несколькими сотнями жителей, большая часть которых были китайцами. Китайские старатели продолжили работу на почти отработанных месторождениях, покинутых американцами и канадцами. В конечном счете, город был полностью заброшен, до наших дней сохранились лишь немногочисленные остатки, свидетельствующие о его существовании. Позже золотые лихорадки имели место также на таких притоках реки Кутеней как Мойе и Гоат. Вслед за ними последовало открытие месторождений серебра и галенита на озере Кутеней и в долине Слокан, что способствовало возникновению и быстрому росту многочисленных населённых пунктов в данном регионе. Среди них были городки Нельсон, Касло, Нью-Денвер, Сильвертон, Слокан-Сити и Сандон, построенные в 1880-е и 1890-е годы. В 1889 году для переработки руды был построен плавильный завод близ устья реки Кутеней, недалеко от города Ревелсток в Британской Колумбии. В связи с нуждами шахт и поселенцев на реке Кутеней стало активно развиваться пароходство. Пароходы обслуживали участок реки от городка Боннерс-Ферри (Айдахо) до городов Нельсон и Лардо на северной оконечности озера Кутеней, а также небольшой участок в верховьях реки.

### Пароходство

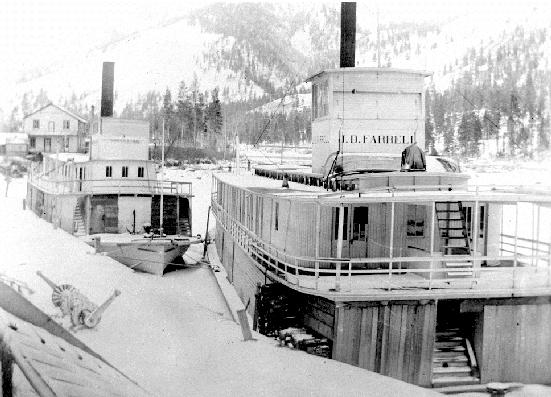
Пароходы J.D. Farrell и North Star в Дженнингсе, штат Монтана (ок. 1900 года)

Пароходство на реке Кутеней было недолгим и продолжалось всего около 28 лет. В 1882 году, руководствуясь целью улучшения условий навигации на участке Голден — Дженнингс, а также, возможно, идеями отвода воды во внутренние районы Британской Колумбии, Уильям Адольф Бэйли-Грохман предложил создание канала между рекой Кутеней и озером Колумбия. Строительство канала длиной 2 км и шириной 14 метров было завершено в 1889 году. На канале имелся 1 шлюз, длина которого составляла 30 м, а ширина — 9 м. Из-за гористого рельефа местности и бурного течения рек, судоходство на реке Кутеней и в верховьях реки Колумбия было крайне затруднено. Наиболее порожистым был участок реки в каньоне Дженнингс, скрытый почти полностью водами водохранилища Кукануса после строительства плотины Либби. Два первых парохода в регионе, «Датчес» и «Клайн», затонули, перевозя старателей во время золотой лихорадки на Уайлд-Хорс. Оба парохода напоролись на камни ещё на реке Колумбия, так и не достигнув реки Кутеней. Первым пароходом, действительно курсирующим по реке Кутеней, был «Аннерли» (начиная с 1893 года). Другие, более поздние суда, такие как «Гвиндолин» использовались также с переменным успехом. Данный пароход осуществил 2 из 3 проходов судов через Канал Бэйли-Грохмана.
Последним пароходом, прошедшим через канал был «Норт-Стар». В 1902 году капитан судна, Армстронг, решил продать пароход на реке Колумбия, так как на реке Кутеней практически невозможно было найти работу из-за упадка местных шахт, а также из-за строительства в этом районе железной дороги и ряда других причин. В июне Армстронг провёл судно через канал, который к тому времени был в довольно плохом состоянии. Кроме того, шлюз канала был слишком мал для судна такого размера. В результате пришлось сооружать 2 временные плотины для увеличения длины шлюза до необходимых 40 м. Тем не менее, пароход был успешно переправлен в озеро Колумбия. Плавание парохода «Норт-Стар» стало последним в истории канала, кроме того, оно в целом ознаменовало конец пароходства на реке Кутеней.

### Духоборы

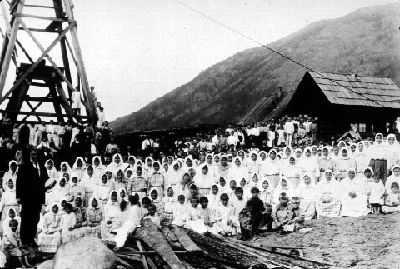
Пётр Веригин выступает перед своими последователями в городке Глейд, Британская Колумбия (ок. 1907 года)

В начале XX века члены русской конфессиональной группы духоборов проживали на равнинах провинции Саскачеван, однако там они столкнулись с преследованием со стороны канадского правительства, которое вылилось в конфискацию у духоборов значительной части земель. Лидер духоборов, Пётр Веригин, принял решение о переезде всей общины в Британскую Колумбию, где можно было бы вновь наладить быт. Его взгляд пал на земли на северном берегу реки Кутеней, недалеко от места её впадения в реку Колумбия, где сейчас расположен город Каслгар. В 1909 году Веригин выкупил около 14 000 акров земли, непосредственно примыкающей к устью реки Кутеней, выручив деньги, в том числе и от продажи сельскохозяйственного оборудования в Саскачеване. Общая площадь земель в Британской Колумбии, принадлежащих духоборам, при этом составила 19 000 акров. На купленных землях уже имелась небольшая деревня Ватерлоо, которую Веригин переименовал в Бриллиант; весь район проживания духоборов был известен как Долина утешения. К 1913 году на данных землях проживало более 5000 духоборов.
Прибывшие духоборы начали очистку земель под поля и вырубку деревьев близ реки Кутеней под строительство домов. На реках Колумбия и Кутеней были построены лесопилки, а позже, в месте, где сегодня расположен населённый пункт Гранд-Форкс, был построен кирпичный завод. Таким образом, духоборы сами обеспечивали себя необходимым им строительным материалом. Бриллиант был одним из первых населённых пунктов региона, обеспечивающих жителей проточной водой, что было достигнуто благодаря строительству духоборами соответствующих гидротехнических сооружений. В 1913 году Веригин приспособил заброшенную фабрику в Нельсоне (в 35 км выше по реке Кутеней) для производства там джема и мармелада. Духоборами была основана паромная переправа через реку Колумбия, а чуть позже — висячий мост, строительство которого было закончено в 1913 году. Кроме всего прочего Бриллиант был важным центром лесной промышленности.
Тем не менее, взгляды духоборов на образование, а также экстремистские действия группы духоборов, известной как Свободники, в конечном счёте, сильно ударили по их процветающей общине. В 1920-е годы неизвестные поджигатели уничтожили несколько государственных школ в Бриллианте в знак протеста против законов Британской Колумбии. В 1924 году Пётр Веригин и ещё 7 человек погибли в результате взрыва динамита, за которым скорее всего стояли члены группы Свободников. В похоронах Веригина приняли участие более 7000 человек. Место духовного лидера общины занял сын Веригина, приехавший из России в 1927 году. Его прибытие частично совпало с ужасным экономическим кризисом и банкротством общины, что привело к потере большей части земель. В 1939 году Веригин младший умер; к 1963 году почти все земли духоборов были проданы правительству. Сегодня от деревни Бриллиант почти ничего не осталось. Сохранились только могила Веригина, а также висячий мост через реку Кутеней, который в 1995 году был признан национальным историческим памятником Канады.

## Экология

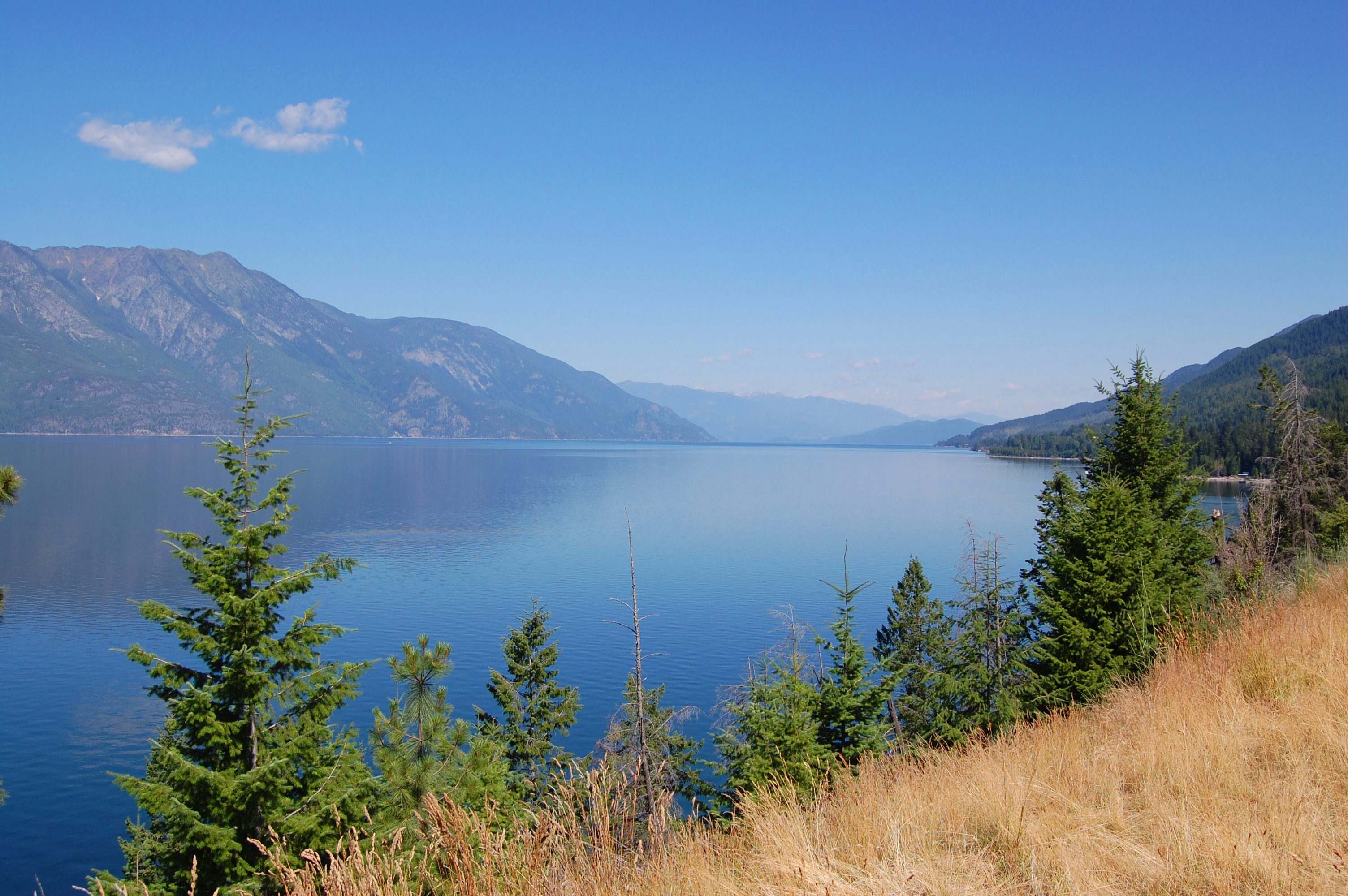
Озеро Кутеней

Совет по энергетике и охране Северо-запада подразделяет бассейн реки Кутеней на 6 биомов: водный (реки и озёра), прибрежная растительность, водно-болотные угодья, луга и кустарники, умеренно влажные леса и засушливые леса. Леса занимают альпийский и субальпийский пояса, достигая континентального водораздела; луга простираются на низких террасах и плато, примыкающих к реке, особенно в районе водохранилища Кукануса и границы штатов Монтана и Айдахо. В канадской части бассейна большую часть высокогорий и горных долин занимают альпийские луга. В канадской части бассейна реки Колумбия, более половины которого составляет бассейн реки Кутеней, обитают 447 видов наземных позвоночных. Большая часть бассейна Кутеней входит в состав экорегиона, который представляет собой часть бассейна реки Колумбии, подвергшуюся ранее оледенению, и представлен северо-восточной частью штата Вашингтон, северной частью Айдахо, северо-западном Монтаны и югом Британской Колумбии. Ихтиофауна этого экорегиона представляет собой около 50 видов рыб, ни одних из которых не является эндемиком. Ихтиофауна соседней части бассейна Колумбии, не подвергавшейся оледенению, в целом довольно сходна и отличается наличием одного эндемичного вида рыб.
Прибрежная растительность широко распространена в среднем и нижнем течении реки Кутеней, а также вдоль многочисленных южных притоков реки, текущих с территории США. В своём верхнем течении Кутеней протекает по пересечённой местности и характеризуется распространением вдоль берегов грубого обломочного материала и недостаточным количеством почв, пригодных для развития прибрежной растительности. Та же самая ситуация характерна для большинства верхних и нижних притоков реки. Водно-болотные угодья распространены главным образом выше озера Кутеней, где река расширяется, заливая луга, создавая болота и делясь на рукава. Равнины реки Кутеней отличались ранее большим разнообразием орнитофауны; однако после строительства дамб и превращения многих водно-болотных угодий в сельскохозяйственные земли количество птиц здесь значительно уменьшилось.
Из-за крутых порогов и водопадов на участке между озером Кутеней и устьем реки, Кутеней (за исключением её притока, реки Слокан) никогда не была путём ежегодных миграций лосося. Тем не менее, выше озера Кутеней на реке имеются популяции лосося, которые не совершают миграции, будучи заблокированными плотинами. Вероятно, лосось попал в реку во время сильных наводнений очень давно, ещё до строительства плотин на реке Колумбия (сегодня миграции лосося вверх по реке Колумбия возможны только до плотины Чиф-Джозеф). Можно предположить, что в одно из таких наводнений воды озера Колумбия соединились с водами реки Кутеней, а после ухода воды лосось оказался в ловушке.
Популяция таких крупных животных как карибу и лоси значительно сократилась после восстановления местной популяции волков. Среди видов, которые ранее были широко распространены в регионе, а сейчас почти полностью исчезли можно упомянуть бесхвостого зайца, фринозому Дугласа, полосатохвостого и странствующего голубей. После эксплуатации бассейна реки трапперами была почти полностью истреблена местная популяция бобра.

## Экономика
Ещё за долго до прихода европейцев долина реки Кутеней служила важным торговым и транспортным путём для коренного населения региона, главным образом для племён ктунаха, салишей, черноногих, панд-орей и шусвап. Физико-географическое продолжение долины Кутеней на юг от современного города Боннерс-Ферри вплоть до бассейна реки Панд-Орей представляет собой природный коридор, через который племена могли взаимодействовать. Тем не менее, Скалистые горы с востока представляли собой барьер, из-за которого такие народы как ктунаха были изолированы от племён Великих равнин как экономически, так и лингвистически. Исключением из правила являются шошоны, территория которых простиралась по обе стороны гор.

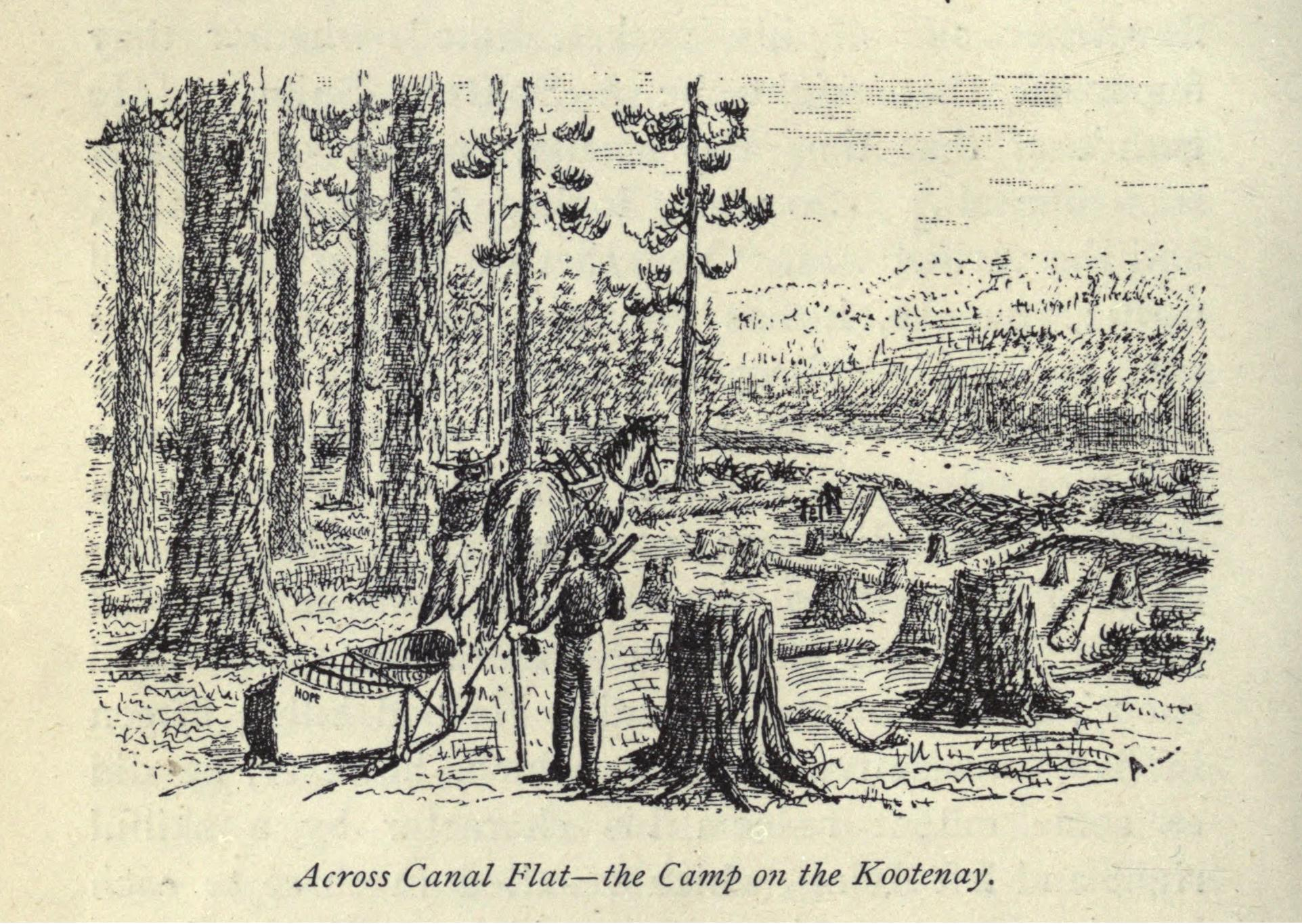
Лесозаготовки в Канал-Флат (иллюстрация 1887 года)

Вырубка леса началась в бассейне Кутеней в XIX веке после притока сюда большого количества эмигрантов и по сей день остаётся одной из основных отраслей промышленности. Лесная промышленность исторически являлась основой экономики обширного региона, включающего бассейн реки Колумбии и других рек северо-запада США и юго-запада Канады. Во многих районах экономика во многом зависит от лесной промышленности и сегодня. Древесина всегда требовалась для строительства зданий, фортов, судов, прокладки железных дорог; сегодня лес и пиломатериалы экспортируются из региона в огромных количествах, что позволяет обеспечить рабочими местами местное население. Даже в сравнительно незаселённых районах бассейна реки Кутеней дороги для лесовозов пересекают холмы и склоны гор. Леса занимают более 90 % площади бассейна, однако лишь в 10 % площади региона не ведётся никаких вырубок леса.
Непродолжительное время на реке имело место судоходство, которое было довольно ограничено тяжёлыми условиями. Пароходы курсировали между железнодорожной станцией Канадской тихоокеанской железной дороге в городке Голден и долиной Кутеней, перевозя пиломатериалы, руду, горняков и другую продукцию. С постройкой железной дороги непосредственно вдоль верхнего течения реки необходимость в судоходстве почти полностью отпала. Пароходы курсировали также в нижней части реки и на озере Кутеней, обслуживая окрестные серебряные рудники. Сегодня судоходство имеет место только на озере Кутеней, лишь изредка суда выходят за его пределы.
Другой важной отраслью экономики региона является добывающая промышленность. Несмотря на то, что изначально добывались главным образом золото и серебро, сегодня основным полезным ископаемым, добываемым в бассейне Кутеней, стал уголь. Основные запасы угля сосредоточены в восточной части региона, особенно в долине реки Элк, где расположен угольный бассейн Элк-Вэлли, а также в угольном бассейне Кроуснест в районе горного хребта Пёрселл. Восточная часть бассейна реки Кутеней — крупнейший угленосный район Британской Колумбии; с 1898 года здесь были добыты 500 млн тонн угля. Около 25 % всего мирового сталеплавильного угля также добывается в этом районе. Большая часть угля из угольных бассейнов региона экспортируется в Японию и Корею. В некоторых частях бассейна реки Кутеней по-прежнему ведётся добыча свинца, цинка, меди и серебра; наиболее крупной шахтой по добыче этих металлов является шахта Силлуван, расположенная недалеко от города Кимберли, Британская Колумбия.
Сельское хозяйство имеет для экономики региона довольно небольшое значение; значительная часть плодородных земель в долине реки была затоплена после строительства плотин и создания водохранилищ (в особенности после строительства плотины Либби). Только около 2 % (1005 км²) от общей площади бассейна реки Кутеней занимают сельскохозяйственные угодья; большая часть их используются как пастбища. На такие зерновые культуры как овёс, ячмень и пшеница приходится около 62 % всего производства сельскохозяйственной продукции региона. Большая часть этих культур выращивается в долине Кутеней на севере штата Айдахо, непосредственно к югу от озера Кутеней. В западной части бассейна в последнее время имеется тенденция перехода экономики от угледобывающей отрасли к сервису и туризму.

## Гидротехнические сооружения

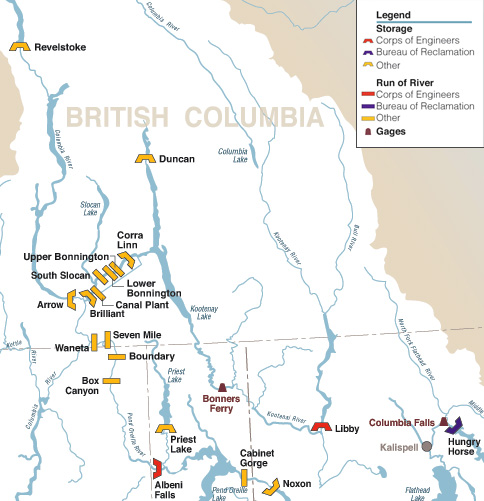
Схема плотин в бассейне реки Кутеней

На протяжении XIX и XX веков на реке Кутеней был построен ряд различных гидротехнических сооружений. Всего на реке имеется 7 плотин, которые были построены по различным причинам от производства электроэнергии до регулирования стока. Ни одна из плотин не имеет шлюзов, обеспечивающих прохождение судов; кроме того, ни на одной плотине нет каких-либо рыбопропускных сооружений. Ранее, сток реки Кутеней сильно изменялся на протяжении года; весной и в начале лета довольно часты были наводнения в долине Кутеней. После строительства плотины Либби сток реки ниже по течению в значительной степени регулируется и существенных колебаний уровня воды больше не происходит.
В 1898 году на реке Кутеней, недалеко от места впадения реки Слокан, была построена гидроэлектростанция Нижний Боннингтон (без строительства плотины), которая производила электроэнергию за счёт энергии водопадов Боннингтон. Первой плотиной на реке стал Верхний Бонингтон, построенный в 1907 году. Первоначальной целью её строительства было улучшение условий судоходства на участке между озером Кутеней и устьем реки, а также, строительство на плотине рыбопропускных сооружений, позволяющих лососю подниматься вверх по реке, чего не позволяли сделать водопады. Фактически же плотина была построена выше водопадов, а не ниже, как это изначально планировалось. Таким образом, единственной проблемой, которую она решала, было производство электроэнергии.
Позже на водопадах были построены ещё 2 плотины: Саут-Слокан (в 1928 году) и Корра-Линн (в 1932 году). В 1976 году канадской компанией BC Hydro была построена электростанция Кутеней-Канал, расположенная рядом с плотиной Корра-Линн и также использующая для производства электроэнергии воду из озера Кутеней, путём строительства для этого отдельного канала в обход старых плотин. Ниже водопадов и устья реки Слокан, последние 18 км своего течения река Кутеней характеризуется постепенным и равномерным наклоном по направлению к реке Колумбия. В 1944 году здесь, в 2,5 км выше устья реки Кутеней, близ города Каслгар, была построена плотина Бриллиант.

### Договор о реке Колумбия

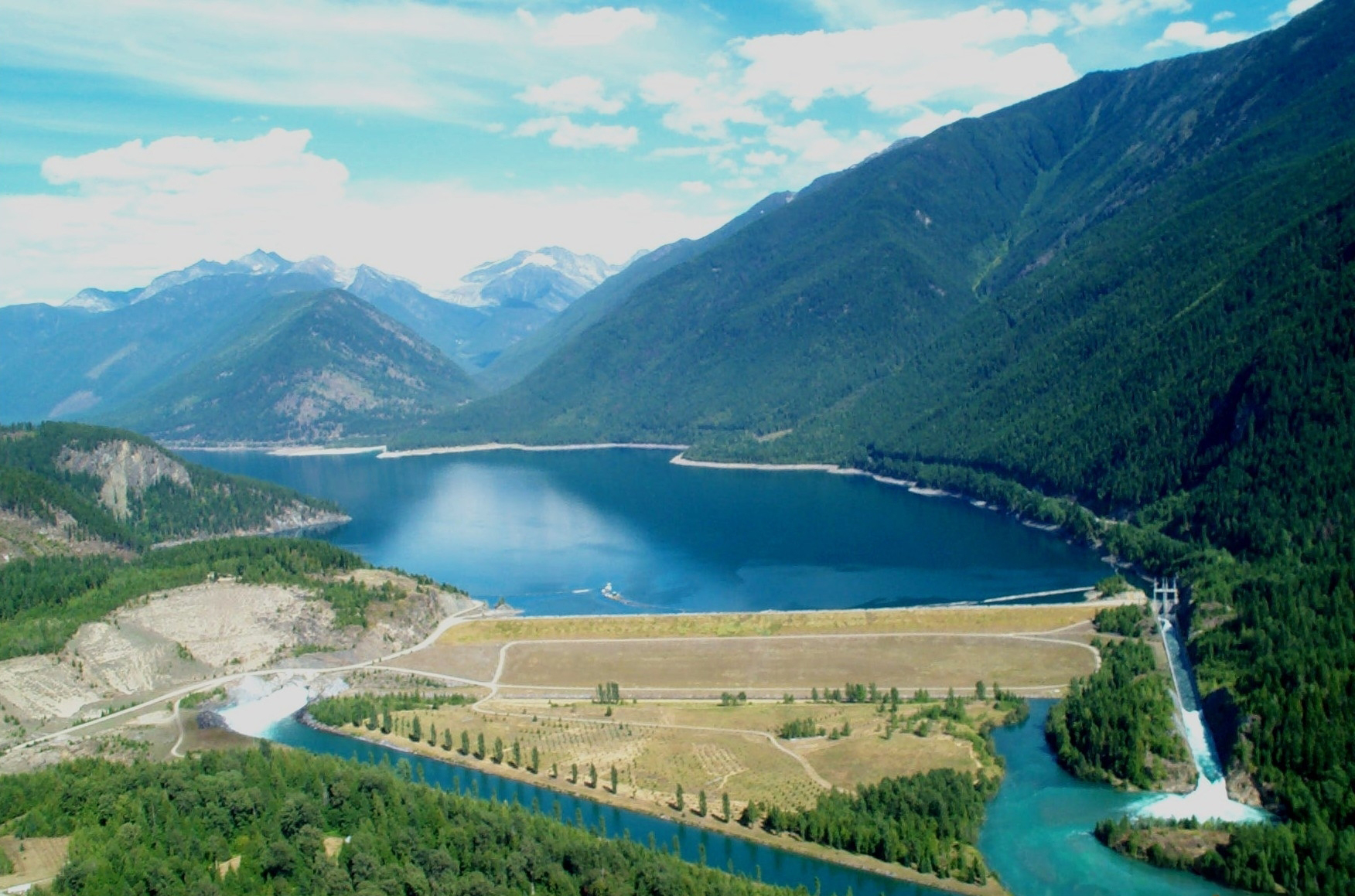
Плотина Дункан, построенная на реке Дункан (приток реки Кутеней) в рамках Договора о реке Колумбия

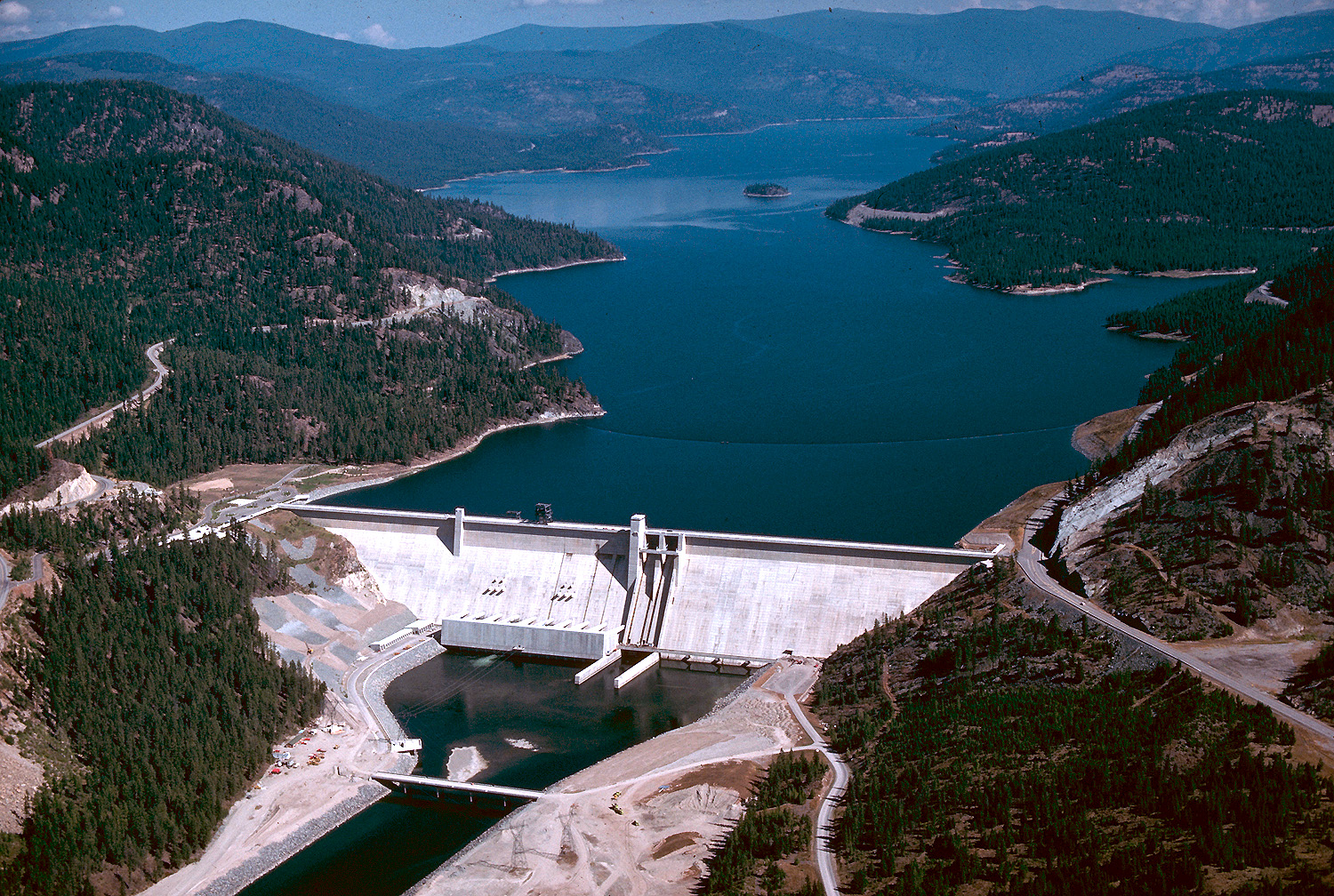
Плотина Либби

Бассейн реки Колумбия славится своими весенними паводками; наиболее сильные наводнения в связи с разливом реки отмечались в 1876, 1894, 1948 и 1964 годах. Вплоть до середины 1960-х годов сток верхнего течения реки Колумбия и реки Кутеней совершенно не регулировался гидротехническими сооружениями, что привело к наводнению 1948 года, которое полностью разрушило город Ванпорт в штате Орегон. Определённые проблемы к этому времени назрели также в распределении гидроэнергетических ресурсов между Канадой и США. Договор о реке Колумбия, подписанный правительствами обеих стран в 1964 году, стремился решить вопросы борьбы с наводнениями и проблемы гидроэнергетики региона. Результатом договора было строительство четырёх плотин: Майка, Кинлейсайд, Дункан и Либби. Первые две плотины расположены на реке Колумбия, третья — на реке Дункан (приток реки Кутеней) и четвёртая — собственно на реке Кутеней. Помимо пользы строительство плотин привело к значительным экологическим последствиям, в том числе к прекращению нереста лососёвых вверх по рекам бассейна и затоплению сельскохозяйственных угодий; более 2000 человек были переселены.
Первой в рамках договора была построена плотины Дункан, которая создавалась исключительно с целью контроля за уровнем воды в озере Кутеней. В результате строительства плотины длина естественного озера Дункан (25 км) была увеличена до 45 км. В связи с целями, которыми руководствовались при строительстве, плотина не имеет приспособлений для производства электроэнергии. Четвёртой в рамках договора была построена плотина Либби, завершённая инженерными войсками США в 1975 году. Данная плотина также служит для дополнительного регулирования уровня воды в озере Кутеней. Общий объём воды в водохранилищах бассейна реки Кутеней составляет около 8,6 км³; это почти половина из 19,1 км³, содержащихся в водохранилищах, построенных в рамках Договора о реке Колумбия.

### Переброска вод
В 1970-х годах существовал проект по переброске вод реки Кутеней в реку Колумбия в месте, где расстояние между ними составляет всего около двух километров. Это способствовало бы увеличению гидроэнергетического потенциала реки Колумбия, а также улучшению условий освоения равнинных районов в области к югу от озера Кутеней. Имелся также проект по отводу части вод реки Колумбия (уже после переброски в неё вод реки Кутеней) по туннелю на северо-запад, к верховьям реки Томпсон; в конечном итоге эта вода попадала бы в реку Фрейзер, протекающую на юго-западе Британской Колумбии.
Подобного рода проекты были решительно отвергнуты экологами и местным населением региона. Экономика юго-восточных районов Британской Колумбии в значительной степени зависит от туризма, который включает в себя отдых на реке и озере Колумбия. Отвод вод реки Кутеней, питание которой в верховьях преимущественно ледниковое, привёл бы к тому, что вода в реке Колумбия стала бы значительно холоднее. Кроме того, ряд низменных областей в таком случае был бы затоплен, что также отразилось бы на туризме весьма негативно. Помимо этого, переброска воды привела бы к осушению русла реки Кутеней ниже по течению, что повлекло бы в ряде районов проблемы с водообеспечением населения. Осушение русла в свою очередь сводило на нет планы по строительству плотины Либби, которая была возведена через несколько лет в рамках Договора о реке Колумбия. В результате, ни один план по переброске воды из реки Кутеней так и не был предпринят.

## Рекреационные ресурсы

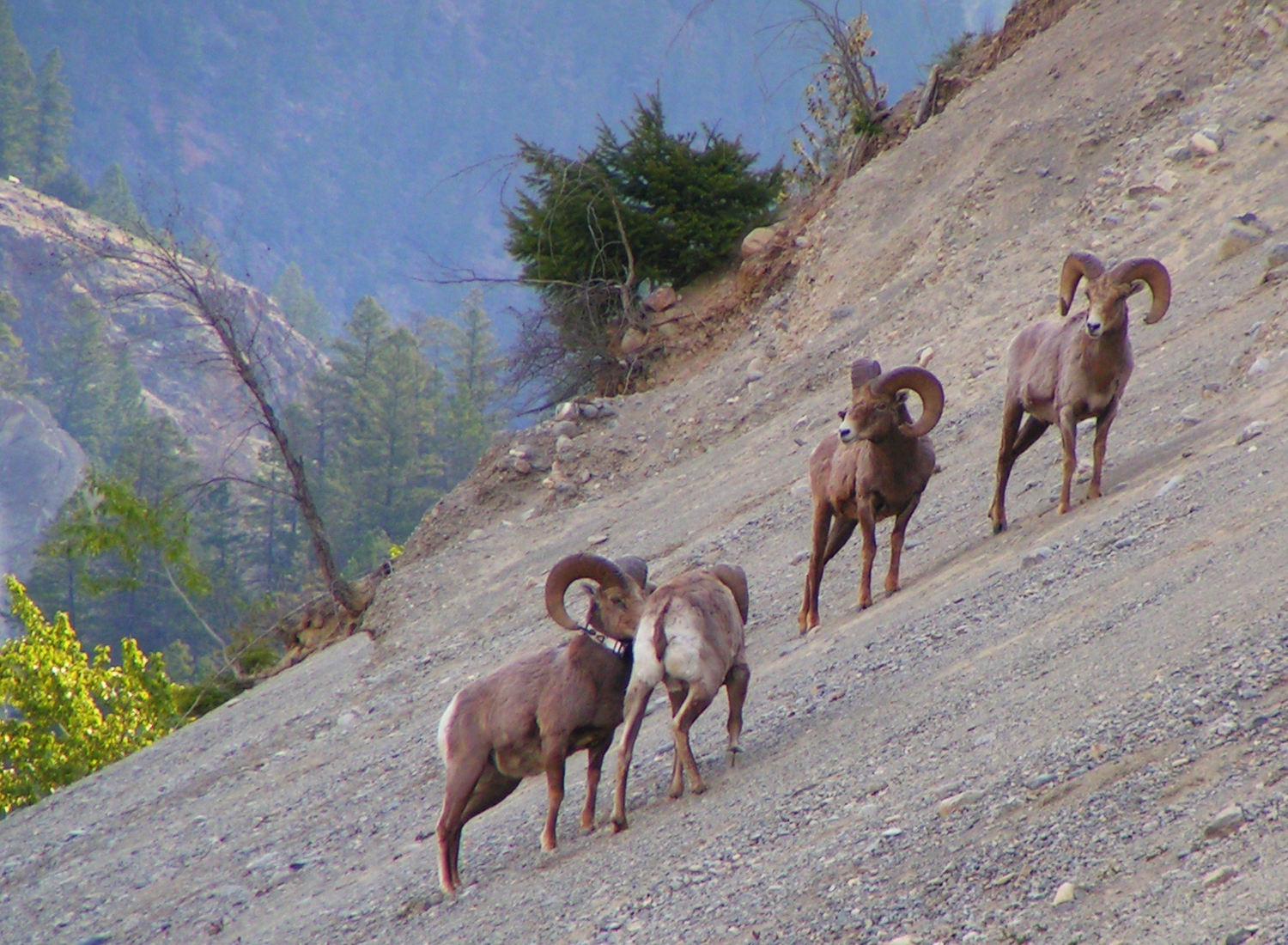
Толстороги в национальном парке Кутеней, Британская Колумбия

В бассейне реки Кутеней расположены множество национальных и провинциальных парков, парков штата, национальных лесов и прочих природоохранных территорий. На канадской части водосбора находится национальный парк Кутеней; американская часть включает национальные леса Кутеней и Каниксу. В одном только национальном парке Кутеней имеется более 200 км пешеходных маршрутов, продолжительность которых может составлять как один, так и несколько дней. Расположенный в Скалистых горах провинциальный парк Маунт-Ассинибойн также предлагает разветвлённую сеть пешеходных маршрутов, с которых открывается хороший вид на ближайшие горные хребты. Провинциальный парк Кикомун-Крик, расположенный на северо-восточном берегу водохранилища Кукануса, располагает организованными местами для кемпинга, а также местами для спуска лодок на воду. Пешеходная тропа реки Кутеней следует вдоль реки на протяжении 10 км, от плотины Либби до водопадов Кутеней и моста Свингинг. Вдоль нижней части реки, между городами Бриллиант и Глейд, проходит тропа Скаттебо. Немногим ниже её находится провинциальный парк Кутеней-Лейк; парк Уэст-Арм располагается к западу от озера Кутеней и к северо-востоку от города Нельсон. На противоположенном берегу реки от Уэст-Арм находится другое популярное место отдыха в западной части бассейна реки Кутеней — провинциальный парк Кокани-Крик.
Среднее течение реки Кутеней — популярное место для рыбной ловли. Здесь обитают такие виды рыбы, как лосось Кларка, большеголовый голец, нерка, микижа и белый осётр. Два участка реки Кутеней являются популярными местами для рафтинга: это каньон Дженнингс между плотиной Либби в Монтане и городом Боннерс-Ферри в Айдахо, а также верхнее течение реки на территории национального парка Кутеней, Британская Колумбия. Рафтинг и каякинг популярны также на самом нижнем притоке Кутеней, реке Слокан, а также на некоторых участках других притоков.